# Шишкар Ваґнера
Шишкар Ваґнера, або фітеума Вагнера (Phyteuma vagneri) — вид багаторічних трав'янистих рослин роду фітеума (Phyteuma).

## Ботанічний опис
Стебло 25-80 см заввишки.
Листки біля основи продовгувато-яйцеподібно, черешкові.
Квітки темно-фіолетові. Чашечка та віночок п'тироздільні.
Цвіте з липня по серпень.

## Поширення
Вид поширений у східних Карпатах, ендемік. Росте на гірських луках.